# Remanso

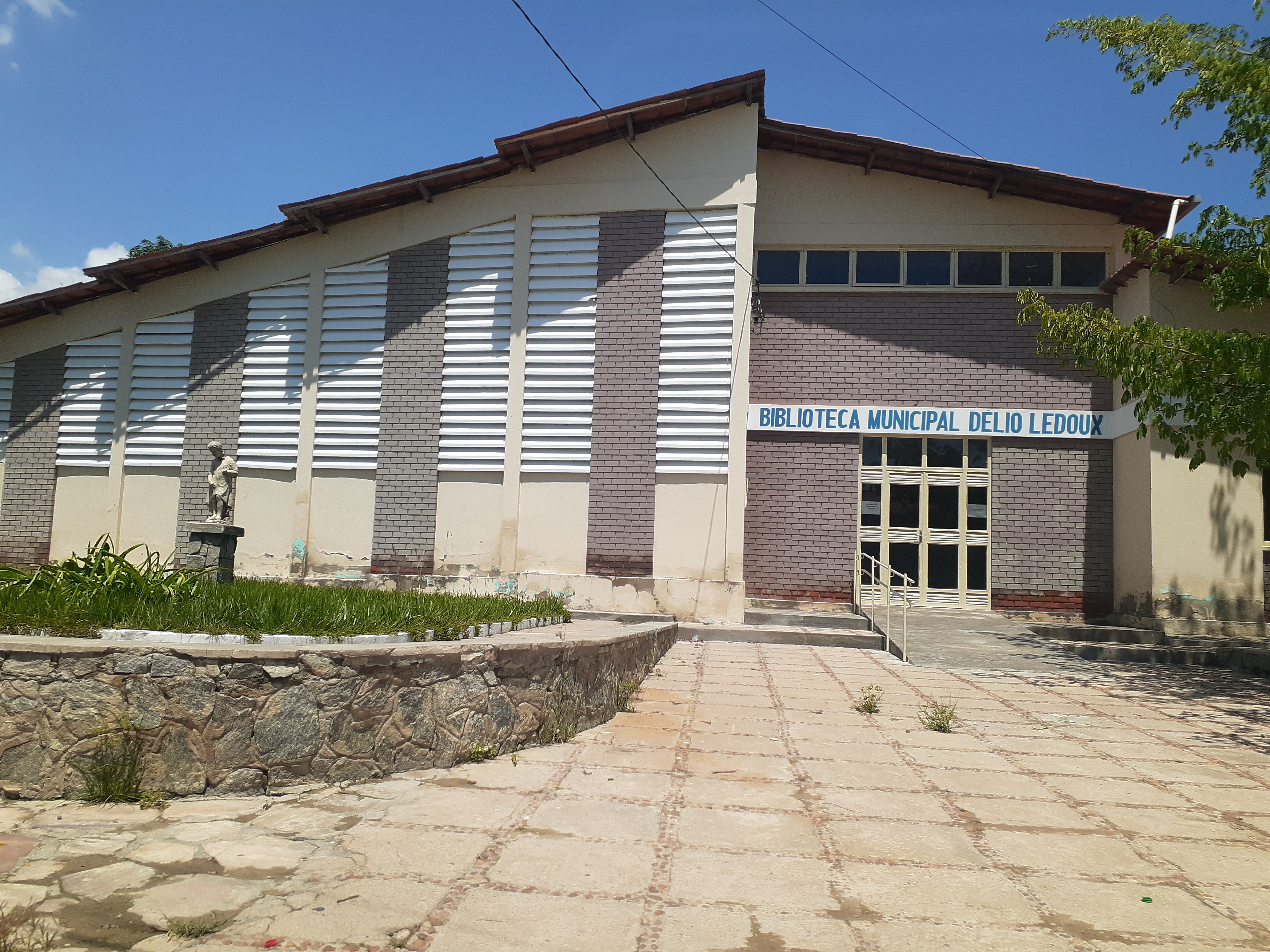
Biblioteca Municipal Délio Ledoux en Remanso, fotografiada en 2020

Remanso es un municipio brasileño en el interior del estado de Bahía, a los Márgenes del Río Son Francisco, en la microrregión de Juazeiro. La ciudad original fue inundada por el Lago de Sobradinho, formado por la Fábrica Hidrelétrica de Sobradinho, habiendo sido una nueva ciudad construida a los márgenes del lago, para realocação de los antiguos habitantes. Queda a 720 kilómetros de Salvador.

## Historia
La región era originariamente habitada por los indios y acoroazes. En el comienzo del siglo XVII, el territorio integraba la parcela del Conde de la Puente. El poblamiento se inició a finales del siglo XVIII, en la finca "Campo", perteneciente a Monel Félix de la Vega y rematada por Joaquim José Gonçalves, en 1829. Se establecieron allí familias inmigrantes de Maja Arqueado, donde había luchas armadas entre Guerrero y los Militão. La fertilidad del suelo y la pesca han contribuido a la fijación de los colonos, que formaron el pueblo de Nuestra Señora del Rosario. En 1857, se trasladó a la sede de la Maja Arqueado, se crea el municipio de Nuestra Señora del Rosario. Simplificó la denominación para Remanso en 1990, con la elevación de villa a ciudad. El topónimo está ligado al hecho de que las aguas del Río São Francisco corrieron lentamente, quedando como listas, en ese tramo.
Con la construcción de la Hidroeléctrica de buenos aires, los municipios de Remanso, Casa Nueva, Siento Sé, Maja Arqueado y Sobradinho, pasaron por un proceso de cambios marcado por la retirada de los pueblos de las ciudades de los lugares que iba a ser ocupado por la presa en los años 70. Esto fue de gran importancia para estas ciudades, en lo que respecta a la estructura urbana, principalmente para Remanso, que con el cambio, a través de un proyecto de la CHESF (Compañía Hidro Eléctrica de San Francisco), pasó a ser una ciudad más estructurada, con calles anchas, donde el 100% de sus calles urbanas ya están iluminadas y, aproximadamente el 90% de la ciudad ya cuenta con una red de alcantarillado.

## Clima
El clima remansense es clasificado como semiárido cálido, con régimen de lluvias de primavera-verano. Este clima se caracteriza por la escasez e irregularidad de las lluvias, así como la fuerte evaporación, por cuenta de las altas temperaturas. La temperatura media anual es de 26,3 °C, teniendo veranos cálidos y húmedos e inviernos calientes y secos. Noviembre es el mes con el mayor valor de temperatura media (28,2 °C), y con el aumento de la temperatura media máxima (34 °C), mientras que julio es el más frío (24,1 °C) y, al mismo tiempo, con la menor temperatura media mínima (19,5 °C). El tiempo promedio de insolación es de 2 860 horas anuales, con la humedad del aire de 45%.

## Turismo
Remanso posee muchos atractivos turísticos naturales, la mayoría de ellos ligados al Río San Francisco. En el borde del lago tienen una Playa de Amaralina o Playa, el muelle, los paseos por el río San Francisco, las ruinas de la "Ciudad Vieja", entre otros. La gastronomía regional (pollo rústico, pescados y carne de cabra), el micareta, conocido actualmente como "Remafolia", la fiesta de Nuestra Señora del Rosario son otros atractivos importantes del municipio. En el año 2011 entre los días 4 y 6 de noviembre, Remanso promovió el 1º Encuentro de Motos, donde vinieron muchos motoclubes de varios lugares del país.

### Playa de Amaralina
Más conocida como "la Playita" es el principal punto turístico del municipio. Se Trata de una playa fluvial, situada a 800 metros del centro de la ciudad. El acceso es facilitado por una vía de doble mano — Avenida Manoel Amancio Conejo. En la zona hay un complejo con 13 tiendas, donde se sirven bebidas y aperitivos típicos; un restaurante "Viejo Chico" — especializado en la gastronomía regional, con énfasis en los pescados; además de baños, duchas y zona de aparcamiento. También hay una pista de motocross. Cuando el Lago de olesa de montserrat está por encima de la cuota, sus aguas se acercan más a las tiendas y se convierte en un atractivo a la parte.
El paseo bordeando la vía de acceso funciona como una pista de atletismo. En el lugar se encuentran algunos de los campos de fútbol, donde por la mañana temprano o al final de la tarde se utiliza para los "niñeras". Los fines de semana, en las fiestas de boca de año, en el campeonato de motocross y en la micareta — carnaval fuera de época — las arenas del balneario son tomadas por los residentes locales y turistas. Los eventos nocturnos ocurren gracias a la iluminación.
A pesar de todo esto, hay problemas como: falta de señalización, la dificultad de acceso al lugar por parte de personas portadoras de necesidades especiales, contaminación visual (carteles), la falta de una zona de ocio para los niños, tránsito, entre otros.

### Muelle
Es el puerto fluvial de la ciudad, construido por la CHESF en el período en que fueron ejecutadas las obras de construcción civil de la ciudad. Esta obra consiste en una banca que avanza en dirección al Lago de Sobradinho. La pista hasta los días de hoy no es pavimentado y piedras de grandes dimensiones bordean la banca funcionando como una barrera de protección.
Del lado derecho de la banca, para quien mira en la dirección de la punta del muelle, las aguas más estancadas. En ese lado funciona el puerto. Tres rampas sirven de atraque para las embarcaciones. La mayor de ellas se encuentra en el final de la banca. También es el lugar preferido por los bañistas para un chapuzón en las aguas del río. La puesta de sol al final de la tarde atrae a nativos y visitantes a este lugar. En el lado opuesto, las razas son agitadas y su uso se destina más a la pesca.
En la punta del muelle fueron implantados restaurantes que sirven platos de la gastronomía local. Hoy en día estos puntos comerciales son los mayores atractivos turísticos de la ciudad. Con el pasar del tiempo, el muelle convirtió en uno de los puntos más degradados de la ciudad. La pista llena de huecos, la falta de señalización, la iluminación deficitaria, la erosión que viene desgastando la pista (banca), la falta de seguridad y la marginación del lugar viene alejando de los usuarios de este equipo de placer. El puerto todavía funciona, aunque de forma problemática y es itinerante, cambiando de lugar según el nivel de las aguas del Lago de olesa de montserrat.

### Lago de Sobradinho
Uno de los mayores lagos artificiales del mundo reserva gratas sorpresas a los turistas y habitantes locales. El río es explorado turísticamente a través de paseos de barcas que llevan a las pequeñas ilhotas que se forman en los periodos de baja del lago y a los bancos de dunas que surgen en los márgenes del río. A pesca deportiva es otro tipo de ocio practicado en las aguas del Lago de Sobradinho.
A través de embarcaciones se llega a las ruinas — los tanques de agua - a unos 5 km de la Playa. Las dos cajas de agua aún resisten intactos entre las demás construcciones de la "ciudad vieja". Estas edificaciones fueron depredadas en dos momentos: antes de la inundación del Lago de buenos aires, en la época de la transferencia a la "ciudad nueva", o después, a partir de finales de los años 1980, cuando las aguas de la presa bajaron a niveles críticos de puntos de hacer aparecer las ruinas de las ciudades sumergidas.
Desde entonces, este fenómeno se repitió otras veces. Por eso lo que queda de las edificaciones antiguas, como los baluartes del muelle, los bancos de la plaza, a las ruinas de la iglesia católica y otras construcciones fueron destruidas. Algunos elementos constructivos (murallas, bancos, etc.) o materiales de las construcciones (ladrillos, tejas, etc.) fueron saqueados. Nunca ha habido iniciativas públicas o de la sociedad civil para proteger este patrimonio.
El Ayuntamiento, en la gestión actual, viene tratando de desarrollar un calendario de eventos que tiene como objetivo atraer a un mayor número de visitantes a la ciudad. El evento que más se destaca es el micareta, oficialmente "Remafest", especie de carnaval con bloques y tríos eléctricos, consolidado a nivel regional, llevando a cabo entre los meses de abril y mayo hace más de 20 años. Las carreras de motocross en la pista de la Playita, que sucede en el mes de noviembre, los festejos juninos, la carrera de jegue, la exposición agropecuaria, los rodeos, estas últimas sin fecha fija, también forman parte del calendario de eventos de la administración municipal.
No se puede olvidar de los eventos religiosos como los festejos de la patrona local de Nuestra Señora del Rosario, que se produce según la tradición entre los días 21 al 30 de octubre. El novenário se realiza en el atrio frente a la iglesia matriz, en la Plaza Manuel Firmo Ribeiro. Misa y procesión por las vías de las ciudades completan las celebraciones en honor a la patrona local. Fiestas en los clubes, en los últimos tres días de los festejos, incrementan este evento.
El restaurante "Chiquinho la Piraña" y el "Viejo Chico" sirven los platos típicos de la región: caldo de piraña, mondongo, sarapatel, carne de sol. Todavía hay otros puntos gastronómicos donde se puede comer el chivo asado a la brasa y el pollo rústico (en Marcos, a 7 km de la sede).
El turismo ecológico aún no se ha desarrollado en el municipio, pero su potencial es muy grande, junto con el turismo rural, que ya está siendo implementado en algunas áreas, a la vista de los caserones colonias en el interior del municipio y de los paseos por las sierras.
El museo de los baldíos también es uno de los puntos turísticos de la ciudad, en el museo muestra toda la historia, objetos entren otras de la ciudad vieja.

## Economía
Como en la mayoría de las ciudades del interior de la Bahía, Remanso es animada por una economía "natural", de agricultura, pesca y ganadería.
Se Destaca en el Remanso, la cría de ganado ovino y caprino, que ha sido una de las causa de accidentes de tráfico, debido a que sus dueños los dejan sueltos en los campos cerca de las carreteras. El municipio tiene una capacidad muy grande y que puede ser aprovechada como la agricultura de regadío, la cría de abejas, turismo local, minerales y otros. Remanso cuenta con un centro comercial donde se atiende a personas de toda la ciudad y también de otras ciudades.

## Naturaleza
La mayor riqueza natural de Remanso es el Río San Francisco, con maravillosas playas y el puerto fluvial llamado Muelle donde se deslumbra uno de los más bellos de la puesta del sol del mundo, Remanso tiene con la atracción de las variedades de la caatinga la vegetación nativa.

## Infraestructura
Remanso posee algunas calles pavimentadas, el 100% de calles iluminadas, y el 90% de la red de alcantarillado. Sus actuales calles y avenidas son anchas y arboladas. El puerto de Remanso es el segundo más transitado de la microrregión de Juazeiro, perdiendo sólo a Juazeiro por ser el centro regional de esta zona de la Bahía.
El comercio de la ciudad es bastante movido y dador de toda Remanso y otras ciudades, contando con varias opciones de venta al por menor y al por mayor, entre tiendas de muebles, electrodomésticos, ropa, frutas y etc.
En la zona hotelera Remanso cuenta con cómodos hoteles como: Albergue Progreso, Hotel de Pedro, Hotel San José, Hotel Remanso Hotel Manguera y otros.
En el área de salud Remanso, cuenta con los servicios hospitalarios de la Casa de Salud de Remanso y del Hospital de San Pedro, además del centro básico de salud, la Clínica de San Mateo y otros puestos repartidos por la ciudad.
Remanso también cuenta con una terminal de ómnibus al servicio de la Empresa Castañeda de transporte. Y un aeropuerto público que sirve a los habitantes de Remanso 

### Educación
Remanso cuenta con escuelas privadas, públicas y estatales, teniendo la enseñanza primaria hasta la superior. 
| Escuelas                                       | La enseñanza                 |
| ---------------------------------------------- | ---------------------------- |
| Colegio Municipal Ruy Barbosa                  | Fundamental II               |
| Escuela Girasol                                | Primario, Fundamental, Medio |
| Unifan                                         | Primario, Fundamental, Medio |
| Colegio Municipal Eraldo Tinoco Melo           | Fundamental II               |
| Colegio Estatal Cel. Olímpio Campinho          | Fundamental II, Medio        |
| Colegio Estatal Rector De Edgard Santos        | Medio                        |
| Colegio Municipal Dep. Theódulo Albuquerque    | Fundamental                  |
| La escuela Municipal Infantil de blancanieves  | Primario                     |
| Universidad Rey Salomón                        | Primario, Fundamental        |
| Escuela Victoria Regia                         | Primario, Fundamental, Medio |
| La Escuela Municipal Infantil Principito       | Primario                     |
| Escuela Municipal De Alice Dantas              | Fundamental II               |
| Escuela Municipal Isolina Núñez Barbosa        | Fundamental II               |
| Escuela Municipal Demóstenes Guanaes           | Primario, Fundamental        |
| Escuela Municipal Wilson Lins                  | Fundamental                  |
| Escuela Soc Pestalozzi Remanso                 | Fundamental                  |
| Colegio Ari Amorim de Moura                    | Fundamental                  |
| La Escuela Municipal Infantil Chapelzinho Rojo | Primario                     |
| La Escuela Municipal Infantil Tía Anastasia    | Primario                     |

### Universidades y Colegios
Facultad Alfredo Nasser (AAE)
Universidad del Norte de Paraná (UNOPAR)
Instituto Ágora (UFRN)
Universidad abierta de Brasil(UAB)

### Radio Local
| Emisora                                |
| -------------------------------------- |
| Radio Comunitaria Zabelê FM 87.9 MHz   |
| Radio Sociedad de la Bahía FM 88.5 MHz |

### Bancos
- Banco do Brasil

- Bradesco

- Caja Económica Federal

### Proveedores de internet, cable
Alphanet
Escorpio Infornet
Hola Velox

### Operadoras de Telefonía Fija
- Hola
- TIM
- Claro Fijo
- Embratel
- Vivo

### Los operadores de Telefonía Móvil
- TIM
- Claro
- Hola
- Vivo

- Correos Celular